# Patrik Schumacher
Patrik Schumacher (Bonn, 30 agosto 1961) è un architetto e docente tedesco naturalizzato britannico.
Fondatore della disciplina da lui chiamata parametricismo, è dal 2016 il nuovo direttore dello studio Zaha Hadid Architects.

## Biografia
Schumacher ha studiato architettura all'Università di Stoccarda e alla Southbank University di Londra, laureandosi a Stoccarda nel 1990. Si è laureato anche in filosofia, all'Università di Bonn. Nel 1999 ha conseguito un dottorato di ricerca in Scienze Culturali all'Università di Klagenfurt am Wörthersee. È entrato a far parte dello studio Hadid nel 1988, diventando nel corso degli anni direttore e Senior Designer, affiancando Zaha Hadid in tutti i progetti dello studio. Ha insegnato in diverse scuole di architettura sin dal 1992 ed attualmente è docente di ruolo all'università di Innsbruck. Tra i suoi progetti completati in collaborazione con Hadid figurano la Vitra Fire Station ed il BMW Central Building in Germania e il MAXXI a Roma.
Patrik Schumacher è dal 1996 membro del Royal Institute of British Architects (RIBA) e dal 2011 membro dell'Accademia delle Arti di Berlino, per la sezione dedicata all'architettura.
Dopo la morte di Zaha Hadid ha preso le redini dello studio Zaha Hadid Architects.

## Il Parametricismo
Schumacher ha scritto numerose pubblicazioni e tiene conferenze in tutto il mondo sul parametricismo, termine coniato da lui e per la prima volta introdotto nel 2008, in un articolo pubblicato nel catalogo della Biennale di Architettura di Venezia. Il concetto si basa sul principio di realizzare un'architettura attraverso principi deducibili dal mondo naturale. Il concetto è simile a quello dell'architettura organica ma superato grazie ai computer che consentono la realizzazione di forme molto più complesse del passato.